# Butter-Fly (canción de Kōji Wada)
Butter-Fly (lit. «Mariposa») es el sencillo en CD debut del cantante japonés Kōji Wada. Salió a la venta el 23 de abril de 1999, distribuido por King Records bajo el sello discográfico de NEC Interchannel.
Su sencillo, Butter-Fly, es conocido por ser el tema de apertura del anime Digimon Adventure.

## Versión estándar
El sencillo salió a la venta el 23 de abril de 1999 en formato sencillo en CD.

Conmemorando el 5.º aniversario de Digimon Adventure, el disco tuvo una reimpresión que salió a la venta el 1 de agosto de 2004 en formato maxisencillo bajo el sello discográfico de Interchannel.

### Lista de canciones
| N.º   | Título                          | Letras           | Música           | Arreglos      | Duración |  |
| 1.    | «Butter-Fly»                    | Hidenori Chiwata | Hidenori Chiwata | Cher Watanabe | 4:18     |  |
| 2.    | «Seven»                         | Kouhei Koyama    | Kouhei Koyama    | Cher Watanabe | 4:17     |  |
| 3.    | «Butter-Fly» (Original Karaoke) | Hidenori Chiwata | Hidenori Chiwata | Cher Watanabe | 4:17     |  |
| 4.    | «Seven» (Original Karaoke)      | Kouhei Koyama    | Kouhei Koyama    | Cher Watanabe | 4:13     |  |
| 17:05 |                                 |                  |                  |               |          |  |

Editora musical: FUJIPACIFIC MUSIC INC.

## Strong Version
Conmemorando el 10.º aniversario de Digimon Adventure y el debut de su primer sencillo, Koji Wada lanza una Strong version (lit. «versión fuerte») de su primer sencillo en CD.
El disco salió a la venta el 22 de abril de 2009 en formato maxisencillo bajo el sello discográfico de T.Y.Entertainment.

### Lista de canciones
| N.º   | Título                                               | Letras           | Música           | Arreglos      | Duración |  |
| 1.    | «Butter-Fly ～Strong Version～»                      | Hidenori Chiwata | Hidenori Chiwata | Cher Watanabe | 4:32     |  |
| 2.    | «Seven ～10th Memorial Version～»                    | Kouhei Koyama    | Kouhei Koyama    | Cher Watanabe | 4:39     |  |
| 3.    | «Butter-Fly ～Strong Version～» (Original Karaoke)   | Hidenori Chiwata | Hidenori Chiwata | Cher Watanabe | 4:31     |  |
| 4.    | «Seven ～10th Memorial Version～» (Original Karaoke) | Kouhei Koyama    | Kouhei Koyama    | Cher Watanabe | 4:36     |  |
| 18:18 |                                                      |                  |                  |               |          |  |

Editora musical: FUJIPACIFIC MUSIC INC. & T.Y.Entertainment